# Wellington County
Wellington County ist ein County im Südwesten der kanadischen Provinz Ontario. Der County Seat ist Guelph. Die Einwohnerzahl beträgt 222.726 (Stand: 2016), die Fläche 2660,57 km², was einer Bevölkerungsdichte von 83,7 Einwohnern je km² entspricht. Das County wurde nach Arthur Wellesley, 1. Duke of Wellington benannt.
Wellington County liegt in nördlichen Bereich des Greater Golden Horseshoe und im Bezirk liegt keiner der aktuellen Provincial Parks in Ontario.
| Huron County    | Grey County                                 | Dufferin County |
| Perth County    | Kompassrose, die auf Nachbargemeinden zeigt | Peel Region     |
| Waterloo Region | Hamilton                                    | Halton Region   |

## Administrative Gliederung

### Städte und Gemeinden
| Ort               | Status   | Bevölkerung (2016) |
| ----------------- | -------- | ------------------ |
| Centre Wellington | Township | 28.191             |
| Erin              | Town     | 11.439             |
| Guelph/Eramosa    | Township | 12.854             |
| Mapleton          | Township | 10.527             |
| Minto             | Town     | 8.671              |
| Puslinch          | Township | 7.336              |
| Wellington North  | Township | 11.914             |

Die Stadt Guelph (131.794 Einwohner; Stand: 2016) gehört zwar geographisch und statistisch zum County, untersteht aber nicht dessen Verwaltung. Die Stadt hat den Status einer separated municipality.

### Gemeindefreie Gebiete
Im Bezirk finden sich keine gemeindefreien Gebiete.

### Indianerreservationen
Im Bezirk finden sich keinen Indianerreservationen.